# Montonico bianco
Le montonico bianco est un cépage italien de raisins blancs.

## Origine et répartition géographique
Le cépage est d'origine inconnue mais il est diffusé depuis longtemps en Italie centrale.
Il est classé cépage d'appoint en DOC Bivongi et Donnici. Il est classé recommandé dans les provinces Macerata, Frosinone, Teramo, Catane, Raguse et Syracuse. En 1998, il couvrait 1,110 ha.

## Caractères ampélographiques
- Extrémité du jeune rameau duveteux, vert blanchâtre.
- Jeunes feuilles aranéeuses, vert pâle à dessous duveteux.
- Feuilles adultes, à 5 lobes profondes avec des sinus supérieurs ellipsoïdes ou en lyre fermée, un sinus pétiolaire en lyre étroite ou semi-fermée, des dents anguleuses, moyennes, en deux séries, un limbe glabre et nervures pubescent.

## Aptitudes culturales
La maturité est de quatrième époque: 45 jours après le chasselas.

## Potentiel technologique
Les grappes et les baies sont de taille moyenne à grandes. La grappe est cylindrique, allongée ou cylindro-conique. Le cépage est de vigueur forte. Il est conduit souvent à grand développement et même sur les arbres. Il demande des climats chauds. Sa production est abondante et constante. Il est moyennement sensible à l'oïdium et au mildiou mais plus sensible à la pourriture grise.
Le montonico bianco a servi aussi de cépage de table. Il était apprécié pour la grandeur de ses grappes et l'abondance de sa production. Sa culture a régressé du fait de la faible qualité de ses raisins.

## Synonymes
Le montonico bianco est connu sous les noms de bottato, caprone, ciapparone, chiapparone, montanaro, racciapollona, racciapollone, roccipolluta, trebbiano marchigiano, uva fermana, uva racciapoluta, uva regno,